# Progomphus joergenseni
Progomphus joergenseni – gatunek ważki z rodziny gadziogłówkowatych (Gomphidae). Występuje na terenie Ameryki Południowej.